# Zandkreekdammen

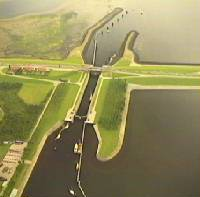
Oesterdammen

Zandkreekdammen (nederländska: Zandkreekdam) är en översvämningsbarriär nära Goes i provinsen Zeeland i sydvästra Nederländerna. Barriären ska skydda vid hotande översvämningar från Nordsjön och utgör en del av Deltawerken och invigdes 1960.

## Geografi
Hela skyddsbarriären sträcker sig genom Veerse Meer mellan Wilhelminadorp nära Goes på halvön Zuid-Beveland och orten Kortgene på ön Noord-Beveland. Dammen skiljer insjön Veerse Meer från Oosterschelde i öst medan Veerse Gatdammen utgör insjöns gräns mot Nordsjön i väst. 

## Konstruktionen
Zandkreekdammen har en total längd om cirka 830 meter. Under konstruktionen byggdes en rad kassuner där varje kassun mäter cirka 6 meter i höjd med en bredd om 7,5 meter och en höjd om 11 meter.
Dammen har 1 sluss, Zandkreeksluis, i den norra delen där fartyg kan passera.

## Historia
Första spadtaget på dammen gjordes 1957 och slussbygget inleddes 1959, dammen färdigställdes 3 maj 1960. Dammen invigdes officiellt den 1 oktober 1960.
Zandkreekdammen är den första dammen i hela Deltaprojektet.
År 2000 inleddes en renovering och byggandet av ytterligare en bro. År 2004 byggdes en ytterligare sluss, Katse Heule, för vattenbyte och högre syresättning mellan Veerse Meer och Oosterschelde.